# Gnu (YouTuberin)
Gnu (* 8. Juni 1989 in Bietigheim-Bissingen, Baden-Württemberg; bürgerlich Jasmin Sibel; vormals bekannt als Saftiges Gnu) ist eine deutsche YouTuberin und Streamerin, die als einer der bekanntesten Vertreter des Genres Gaming gilt.

## Leben und Wirken
Jasmin Sibel wurde 1989 in Bietigheim-Bissingen geboren und wuchs in Kleinsachsenheim auf. Sibel hat deutsche und türkische Wurzeln. Sie absolvierte eine Ausbildung zur Grafikdesignerin und schloss ein Neue-Medien-Studium mit einem Master ab.

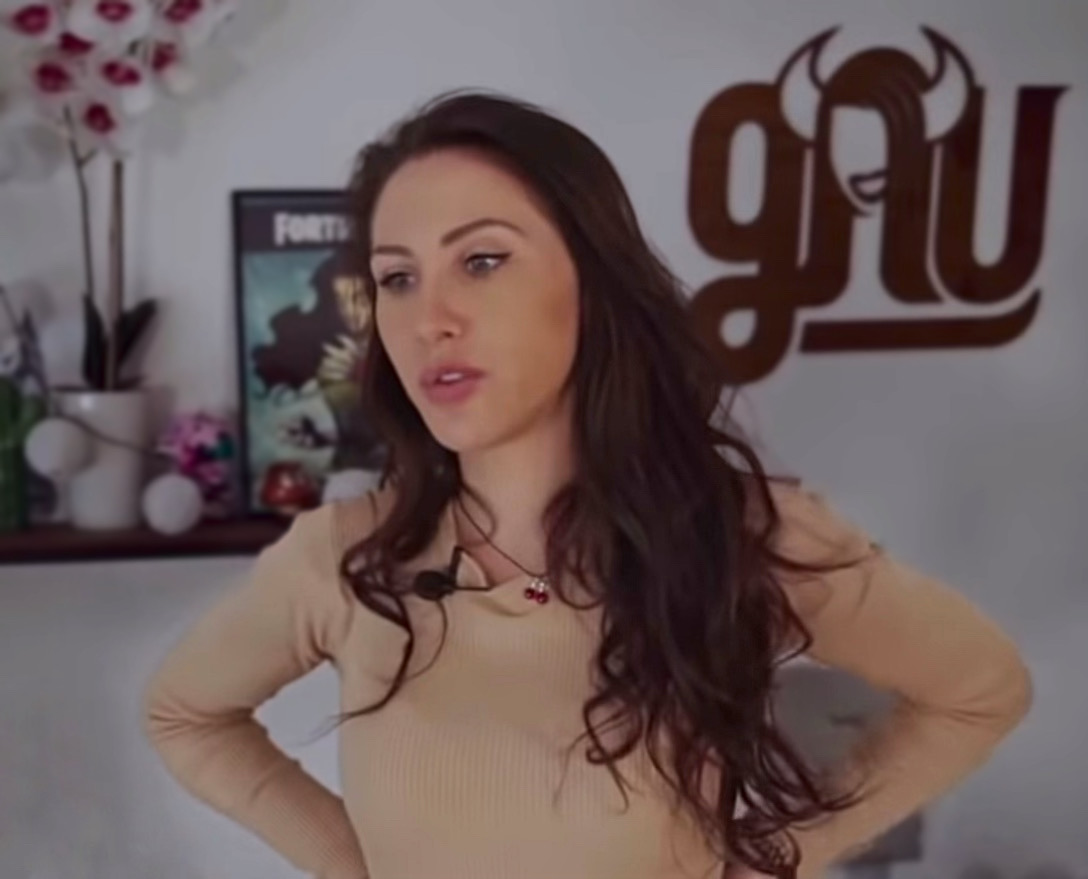
Jasmin Sibel während einer Roomtour auf ihrem Drittkanal (2022)

Ihren ersten YouTube-Kanal Saftiges Gnu, seit 2021 nur noch Gnu, gründete Sibel im März 2015, benannt in Anlehnung an die afrikanische Antilope. Dort beschäftigt sie sich hauptsächlich mit Lets-Plays, unter anderem zu Simulatoren, Horrorspielen und „Trashgames“. Als erste Gaming-YouTuberin in Deutschland erreichte sie März 2021 eine Million Abonnenten.
Neben Gnu betreibt Sibel noch einen Account auf dem Streamingportal Twitch sowie den Zweitkanal Verspieltes Gnu und den Drittkanal Jasmin Gnu, auf dem sie sich zunehmend gesellschaftskritischen und allgemein kontrovers diskutierten Themen wie zum Beispiel Sexismus, Body Positivity, vermeintlichen Schönheitsidealen, Social Media sowie toxischer Männlichkeit zuwendet. Dabei besteht die Intention ihrer Videos in der Regel darin, sowohl über die Thematik aufzuklären als auch einen persönlichen Kommentar abzugeben.
Über diese und andere persönliche Herausforderungen erschien 2022 das gemeinsam mit der Journalistin Lisa Ludwig geschriebene und kommerziell recht erfolgreiche Buch Du schaffst das nicht. Über Kontrollverlust, Kampfgeist und unstillbaren Hunger. Das Handelsblatt schreibt in einer Rezension, dass dieses zwar stilistisch nicht gut geschrieben sei, aber in der Zielgruppe helfen könnte, gewisse Verhaltensschemata zu reflektieren. Nach der Veröffentlichung erreichte das Buch im Juli 2022 den ersten Platz der Spiegel-Bestsellerlisten in der Rubrik Sachbuch/Hardcover. Auch in Interviews äußert sich Jasmin Sibel zu Sexismus in der Gamingbranche, Verantwortung der Videoplattformen, ihren Essstörungen sowie zu den Hintergründen des Influencergeschäfts.
Gnu ist neben YouTube und Twitch auch auf Instagram (485.000 Follower), TikTok (465.700 Follower) und Twitter (121.000 Follower) vertreten. Sie lebt in der Schweiz.

## Veröffentlichung
- mit Lisa Ludwig: Du schaffst das nicht. Über Kontrollverlust, Kampfgeist und unstillbaren Hunger. riva, München 2022, ISBN 978-3-96775-084-3.

## Auszeichnungen
- 2021: Deutscher Computerspielpreis, Kategorie: Spielerin/Spieler des Jahres
- 2022: Goldene Henne, Kategorie: #OnlineStars[24]